# Australian Recording Industry Association

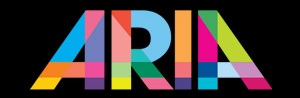
Logo de la premiación ARIA Awards 2012.

La Australian Recording Industry Association (ARIA; en español: «Asociación Australiana de la Industria Discográfica») es una asociación comercial que representa a la industria discográfica australiana y que fue creada en los años setenta por seis grandes discográficas: EMI, Festival, CBS, RCA, WEA y Universal, en sustitución de la Association of Australian Record Manufacturers (AARM), creada en 1956. Supervisa la recaudación, administración y distribución de licencias y derechos musicales.
La asociación cuenta con más de 100 miembros, entre los que se incluyen pequeños sellos discográficos dirigidos normalmente por una a cinco personas, organizaciones de tamaño medio y empresas muy grandes con filiales internacionales. ARIA está administrada por un consejo de administración compuesto por altos ejecutivos de compañías discográficas, tanto grandes como pequeñas.

## Historia
En 1956, las principales compañías discográficas australianas crearon la Association of Australian Record Manufacturers (AARM). Fue sustituida en la década de 1970 por la Australian Recording Industry Association, creada por las seis principales compañías discográficas que operan en Australia: EMI (ahora parte de Universal Music Group), Festival Records, CBS (ahora conocida como Sony Music), RCA (ahora parte de Sony Music), WEA (ahora conocida como Warner Music Group) y PolyGram (ahora conocida como Universal). Más tarde incluyó a discográficas más pequeñas que representaban a artistas y sellos independientes, y cuenta con más de 100 miembros. En 1997, los seis principales sellos proporcionaban el 90 % de todas las grabaciones realizadas en Australia.

## ARIA Charts
Los ARIA Charts son las principales listas de ventas de música australiana, publicadas semanalmente por la Australian Recording Industry Association. Las listas recogen los singles y álbumes más vendidos de varios géneros. Todas las listas se elaboran a partir de datos de ventas físicas y digitales de minoristas de Australia.
La primera lista nacional impresa de los 50 más vendidos en las tiendas de discos, denominada Countdown, data de la semana que finalizó el 10 de julio de 1983.
ARIA comenzó a compilar sus propias listas internamente a partir de la encuesta de listas del 13 de junio de 1988, que se correspondía con la lista impresa de los 50 principales de la semana que finalizaba el 26 de junio de 1988, momento en el que se convirtió en la lista oficial australiana.

## Certificaciones ARIA
Un single o álbum musical opta a una certificación de platino si supera las 70 000 copias enviadas a los minoristas y a una certificación de oro por 35.000 copias enviadas. La certificación de diamante se creó en noviembre de 2015 para marcar 500 000 ventas/envíos. El premio de diamante incluye una agregación de las ventas de álbumes más las ventas de las pistas de ese álbum después del 1 de julio de 2014, donde 10 ventas de pistas equivalen a un álbum.
Para los DVD musicales (antes vídeos), una acreditación de oro representaba originalmente 7500 copias enviadas, y una acreditación de platino representaba 15 000 unidades enviadas.
| Formato     | Niveles de acreditación actuales | Niveles de acreditación actuales | Niveles de acreditación actuales |
| Formato     | Oro                              | Platino                          | Diamante                         |
| ----------- | -------------------------------- | -------------------------------- | -------------------------------- |
| Álbum       | 35 000                           | 70 000                           | 500 000                          |
| Sencillo    | 35 000                           | 70 000                           |                                  |
| DVD musical | 7500                             | 15 000                           |                                  |

1. 1 2  Las cifras de álbumes pueden incluir "álbumes equivalentes en streaming" desde mayo de 2017.[7]
2. 1 2  Las cifras únicas pueden incluir "flujos cualificados" desde julio de 2015. Desde marzo de 2022, esto incluye también las transmisiones de contenido oficial en YouTube.[7]

## ARIA Awards

### ARIA n.º 1 Chart Awards
Los ARIA n.º 1 Chart Awards se crearon en 2002 para reconocer a los artistas australianos que alcanzaron el número uno en las listas ARIA de álbumes, singles y DVD musicales.

### ARIA Music Awards
Los ARIA Music Awards son una serie anual de noches de premios que celebran la industria musical australiana. El evento se ha celebrado anualmente desde 1987; abarca los premios generales de género específico y popular conocidos como los Premios ARIA, así como los Fine Arts Awards y los Artisan Awards (celebrados por separado a partir de 2004), los Lifetime Achievement Awards y el ARIA Hall of Fame (celebrado por separado de 2005 a 2010, pero regresó a la ceremonia general en 2011).